# جدایی‌خواهی احزاب کرد از ایران
جدایی‌خواهی کُردها از ایران، برابری‌خواهی کُردها در ایران امروزی یا اختلاف و جدال کُردها و حکومت ایران اشاره به تلاش برخی از کردهای ایران دارد که در پی جدا نمودن بخش‌های کردنشین از ایران و ایجاد یک کشور مستقل کُرد بودند. نخستین درگیری میان کردها و حکومت ایران به تلاش‌های رضاشاه  برای مبارزه علیه طوایف و اقوام برمی‌گردد. در سال ۱۹۴۳ و پس از اشغال ایران توسط نیروهای انگلستان و شوروی، احزاب کومله و حزب دموکرات کردستان فعالیت‌های سیاسی خود را در ایران با هدف به‌دست آوردن یک حکومت خودمختار در مناطق کُردنشین، آغاز کردند. امروزه مبارزهٔ جدایی‌طلبان، توسط گروه پژاک دنبال می‌شود.
دولت اتحاد جماهیر شوروی سوسیالیستی مَسائل کُردها را به‌دقت زیر نظر داشت و به منظور تشویق حرکت‌های استقلال‌طلبانهٔ کُردها در کشورهای ترکیه، عراق و ایران، سوریه می‌خواست جمهوری کُرد مستقلی در خاک خود تأسیس کند.
با وجود اینکه حکومت ایران هرگز روی خوشی به جدایی مناطق غربی خود نشان نداده و مخالف سرسخت تجزیه شدن ایران است، و مدعی است برخلاف کشورهایی نظیر ترکیه و عراق، دست به خشونت سازماندهی‌شده علیه کُردهای غیرنظامی نزده و همواره قصد آسیب رساندن به احزابی که آنها را جدایی‌طلب می‌خواند را داشته‌است. برخلاف کشورهای دیگر که دارای جمعیت کُرد هستند، (مانند ترکیه، عراق و سوریه) جدایی‌طلبی احزاب کُرد در ایران، معمولاً با استقبال بسیار کمی میان کُردها روبرو شده‌است، زیرا پیوندهای مستحکم قومی و زبانی میان کُردها و سایر اقوام ایرانی وجود دارد. کرینبروک می‌نویسد که اکثر کردهای ایران هیچگونه علاقه‌ای به جدایی از ایران نشان نمی‌دهند و حتی ایدهٔ خودمختاری را نیز رد می‌کنند. داشتن تاریخ و فرهنگ مشترک با سایر اقوامی که در ایران زندگی می‌کنند، دلیل دیگری است که ایدهٔ جدایی از ایران در میان کُردها مورد استقبال قرار نگرفته‌است.

## حزب حیات آزاد کردستان
برخی از احزاب کردی مانند پژاک در فهرست گروه‌های تروریستی توسط سازمان‌های بین‌المللی و دولت‌های مختلف قرار گرفته‌اند.
پژاک اغلب تحت‌تأثیر حزب کارگران کردستان(پ.ک. ک) در نظر گرفته می‌شود. در سال ۲۰۰۹، وزارت خزانه‌داری ایالات متحده پژاک را گروه تروریستی زیرمجموعه پ.ک. ک در نظر گرفت. در حالی که هر دو گروه زیرمجموعهٔ کنفدرالیسم جوامع کردستان (KCK: کردی: Koma Civakên Kurdistan) هستند.
شاخه نظامی پژاک با نام واحد شرق کردستان دارای ۳٬۰۰۰ عضو از کشورهای ایران، ترکیه، عراق، سوریه است. فعالیت این گروه بیشتر در مرز بین ایران، عراق و ترکیه و منطقه قلعه‌رش در شهرستان سردشت از توابع استان آذربایجان غربی و منطقه اورامانات از توابع استان کرمانشاه و شهرستان ایوان از توابع استان ایلام و شهرستان مریوان و منطقه چهل چشمه از توابع استان کردستان و بخش شرقی کوهستان قندیل در کردستان عراق است.
چهار حکومت جمهوری اسلامی ایران، جمهوری ترکیه، ایالات متحده آمریکا و پادشاهی مشروطهٔ ژاپن حِزب حیات آزاد کردستان را در فهرست گروه‌های تروریستی خود قرار داده‌اند.

کوملهٔ انقلابی زحمتکشان کردستان ایران و حزب کمونیست ایران در دههٔ ۱۳۶۰ در کردستان ایران با ایدئولوژی مارکسیستی و انترناسیونالیستی فعالیت می‌کردند.